# Gerard Schipper
Gerard Schipper   (Vlagtwedde, 23 de novembre de 1948 - Nieuw-Weerdinge, 12 de maig de 2025) va ser un ciclista neerlandès que sempre competí com amateur. En el seu palmarès destaca el Campionat del Món en Contrarellotge per equips de 1982.

## Palmarès
- 1979
  - Vencedor d'una etapa a la Volta a Holanda del Nord
- 1981
  - 1r a l'Olympia's Tour i vencedor d'una etapa
- 1982
  -  Campió del món en contrarellotge per equips (amb Frits van Bindsbergen, Maarten Ducrot i Gerrit Solleveld)
  - Vencedor d'una etapa a l'Olympia's Tour
- 1985
  - 1r a la Volta a Holanda del Nord